# Tricorynus abnormis
Tricorynus abnormis är en skalbaggsart som beskrevs av White 1965. Tricorynus abnormis ingår i släktet Tricorynus och familjen trägnagare. Inga underarter finns listade i Catalogue of Life.